# كارليل كارلوس دوس سانتوس جونيور
كارليل كارلوس دوس سانتوس جونيور هو لاعب كرة قدم برازيلي، ولد في 26 سبتمبر 1991 في غويانيا في البرازيل. لعب مع نادي فلامنغو.

## وصلات خارجية
- كارليل كارلوس دوس سانتوس جونيور على موقع قاعدة بيانات كرة القدم.إي يو (الإنجليزية)